# Nombre négatif

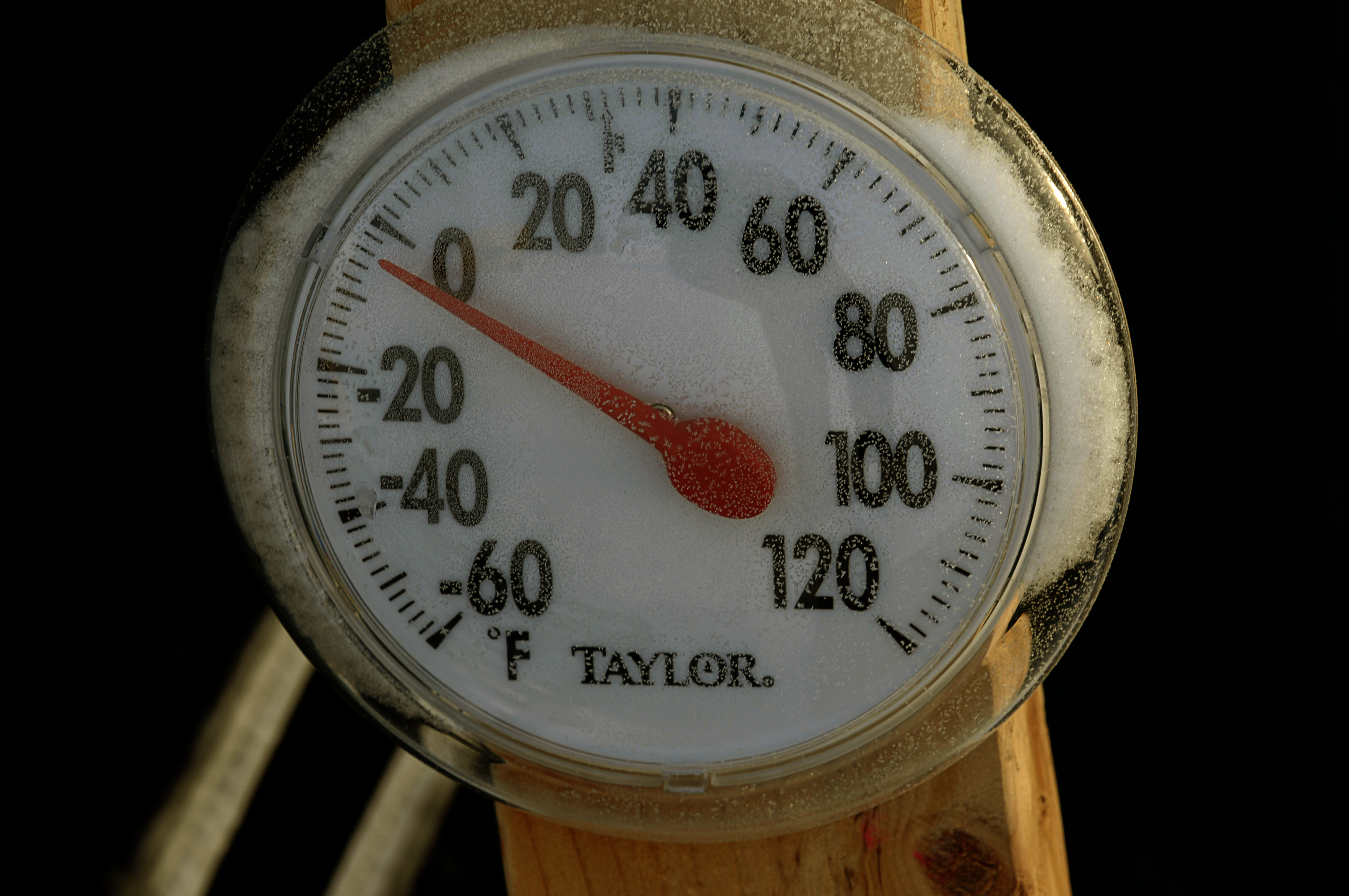
Thermomètre indiquant une température négative en degrés Fahrenheit.

Un nombre négatif est un nombre réel qui est inférieur à zéro, comme −3 ou −π .

## Histoire
La première apparition connue des nombres négatifs est dans  Les Neuf Chapitres sur l'art mathématique (Jiǔzhāng Suànshù), dont les versions qui nous sont parvenues datent du début de la dynastie Han (IIe siècle av. J.-C.), sans qu'on puisse dater les versions originales, sans doute plus anciennes. Les Neuf Chapitres utilise des bâtons de numération rouges pour les nombres positifs et des noirs pour les négatifs,. Cela permettait aux Chinois de résoudre un système d'équations linéaires à coefficients négatifs.
En Inde, on formule des règles cohérentes pour les travailler, et on comprend leur signification (en même temps que celui du zéro) dans des situations telle que les emprunts et dettes, ainsi qu'en atteste le Brahmasphutasiddhanta de Brahmagupta (VIIe siècle), mais ces concepts peuvent être antérieurs. Brahmagupta utilise les nombres négatifs dans l'équation du second degré et sa solution ; son vocabulaire est celui du commerce (un nombre négatif est une dette, un nombre positif une richesse). 
Les concepts indiens se diffusent lentement vers l'ouest ; vers l'an 1000, les mathématiciens arabo-musulmans comme Abu l-Wafa utilisent couramment le zéro et les nombres négatifs (pour représenter des dettes, encore), et l'Occident entre en contact avec ces concepts. 
Cependant la notion de quantité négative reste longtemps choquante ; lorsque des nombres négatifs apparaissent on les considère comme « absurdes » ou faux. Par exemple Diophante (IIIe siècle), à propos de l'équation 4x + 20 = 0, dont la solution est −5, dit qu'elle est « absurde ». En Inde, Bhāskara II (XIIe siècle) utilise les nombres négatifs mais rejette les solutions négatives de l'équation quadratique ; il les considère comme inadéquates et impossibles à interpréter. On fera de même en Occident au moins jusqu'au XVIIIe siècle. On s'autorise néanmoins à s'en servir, quitte à les appeler « absurdes » comme Nicolas Chuquet (XVe siècle) qui s'en sert comme exposant. 
Les mathématiciens occidentaux résistent au concept, sauf dans le contexte commercial (toujours) où on peut les interpréter comme des dettes (Fibonacci, chapitre 13 de Liber abaci, 1202) ou des pertes (Fibonacci, Flos, 1225). 
Les nombres négatifs acquièrent progressivement droit de cité au cours du XIXe siècle, pour n'être véritablement acceptés qu'au XXe siècle.

## Généralités
Lorsqu'on parle de nombres positifs ou négatifs, le nombre zéro est souvent exclu. Le dictionnaire Lexis précise : « Les nombres négatifs, les nombres positifs et le zéro forment l'ensemble des nombres relatifs ». L'Académie française, dans la neuvième édition de son Dictionnaire, précise quant à elle qu'un nombre négatif est « inférieur à zéro et précédé du signe – ». Pour certains auteurs cependant,,, les adjectifs « positif » et « négatif » sont pris au sens large, c'est-à-dire que zéro est inclus ; zéro est donc, selon cette acception, un nombre (le seul) à la fois positif et négatif. Lorsqu'un nombre est négatif et non nul, on peut préciser, afin d'éviter toute confusion, qu'il est strictement négatif.
Les entiers négatifs peuvent être regardés comme une extension des entiers naturels, telle que l'équation x − y = z ait une solution significative pour toutes les valeurs de x et y ; l'ensemble des entiers positifs ou négatifs s'appelle l'ensemble des entiers relatifs. Les autres ensembles de nombres peuvent être alors construits, comme des extensions progressivement plus élaborées ou comme des généralisations à partir des entiers.
- L'ensemble des entiers relatifs négatifs est habituellement noté {\displaystyle \mathbb {Z} _{-}} ;
- l'ensemble des entiers relatifs strictement négatifs est habituellement noté {\displaystyle \mathbb {Z} _{-}^{*}} ;
- l'ensemble des nombres rationnels négatifs est habituellement noté {\displaystyle \mathbb {Q} _{-}} ;
- l'ensemble des nombres rationnels strictement négatifs est habituellement noté {\displaystyle \mathbb {Q} _{-}^{*}} ;
- l'ensemble des nombres réels négatifs est habituellement noté {\displaystyle \mathbb {R} _{-}} ;
- l'ensemble des nombres réels strictement négatifs est habituellement noté {\displaystyle \mathbb {R} _{-}^{*}}.

Un nombre négatif est écrit sans espace séparateur après le signe moins.
En comptabilité, on représente un nombre négatif par un nombre écrit en rouge, ou par un nombre entre parenthèses. 

### Interprétation
Les nombres négatifs ont du sens pour :
- représenter des dettes ou des déficits (par opposition à des patrimoines positifs) ;
- représenter des pertes ou plus généralement des variations « en moins ». Exemple : des descentes (d'échelle ou d'ascenseur), par opposition à des montées représentées par des nombres positifs ; des destructions (annulations, suppressions, etc.) par opposition à des créations (accroissements, etc.) représentées par des nombres positifs ;
- décrire des valeurs sur une échelle qui descend au-dessous d'une référence préalablement fixée (un zéro), telle que la température, le repérage de niveaux de sous-sol, la profondeur d'immersion sous le niveau de la mer… ;
- compter une quantité manquante, par rapport à une référence. Exemples : un vide dans un objet plein ; des manquants dans une unité militaire par rapport à son effectif nominal ; la graduation d'une balance sans le plateau qui sert à contenir les objets à peser (elle est à zéro avec le plateau, donc en dessous quand on l'enlève).

## Arithmétique impliquant les nombres négatifs

### Addition et soustraction
Ajouter un nombre négatif revient à soustraire le nombre positif correspondant : 
5 + (−3) = 5 − 3 = 2
−2 + (−5) = −2 − 5 = −7
Soustraire un nombre positif d'un plus petit nombre positif donne un résultat négatif :
4 − 6 = −2 (si vous avez en poche 4 € et que vous dépensez 6 €, alors vous avez une dette de 2 €).
Soustraire un nombre positif d'un nombre négatif donne un résultat négatif :
−3 − 6 = −9 (si vous avez une dette de 3 € et que vous dépensez encore 6 €, alors vous avez une dette de 9 €).
Soustraire un nombre négatif équivaut à ajouter le nombre positif correspondant:
5 − (−2) = 5 + 2 = 7 (si vous disposez d'une valeur nette de 5 € et que vous vous débarrassez d'une dette de 2 €, alors il vous reste une valeur 7 € en poche).
Aussi: 
(−8) − (−3) = −5 (si vous avez une dette de 8 € et que vous vous débarrassez d'une dette de 3 €, alors vous aurez encore une dette de 5 €).

### Multiplication
Le produit d'un nombre négatif par un nombre positif donne un résultat négatif: (−2) · 3 = −6.
Interprétation : on aura une multiplication de ce genre lorsqu'un évènement négatif se reproduit plusieurs fois (dans l'exemple, le triplement d'une dette de 2 € aboutit à une dette de 6 €), ou lorsqu'une quantité positive disparait (dans l'exemple, la perte de 2 bourses de 3 euros). 
La multiplication de deux nombres négatifs donne un résultat positif: (−2) · (−3) = 6. 
Interprétation : on aura une multiplication de ce genre lors de la disparition (qui se représente par un nombre négatif, si les créations sont comptées positivement) d'une quantité négative (une dette par exemple) ; par exemple, 3 annulations de dettes de 2 euros chacune (on a bien un enrichissement de 6 euros), ou encore la suppression de 2 vides de chacun 3 unités (correspondant bien à l'ajout de 6 unités). 
On retrouve la distributivité de la multiplication : 
(3 + (−3)) · (−2) = 3 · (−2) + (−3) · (−2).
Le membre de gauche de cette relation est égal à 0 · (−2) = 0. Le côté droit est une somme de −6 + (−3) · (−2) ; pour que les deux membres soient égaux, nous avons besoin que (−3) · (−2) = 6.